# Henry Bergström
Henrik Sven Bergström, känd som Henry Bergström, född 24 februari 1936 i Estland, är en svensk kroppsbyggare och tidigare gymägare.
Henry Bergström växte upp i Stockholm. Inspirerad av den svenska frisksportrörelsen och Arne Tammer började Henry Bergström sin tränarbana 1950. Han reste 1957 till USA och Kanada där han studerade kommersiell gymverksamhet under ett år. Återkommen till Sverige blev han svensk mästare i bodybuilding 1958 och öppnade som pionjär City Gym på det nybyggda Ullevi i Göteborg i januari 1959. En separat damavdelning öppnades 1967 under ledning av hustrun Birgit. Gymmet flyttades 1984 till Valhallabadet där även tillgång till simhall fanns. Verksamheten övertogs så småningom av barnen och 2011 var det sonen Magnus som drev gymmet.
Han har varit utgivare av tidningen Din Fysik samt gett ut en instruktionsbok i styrketräning. Under 27 års tid var han tävlingsdomare. 1970 medverkade han till införande av styrkelyft som tävlingssport i Sverige. 
Henry Bergström gifte sig 1960 med gyminstruktören Birgit Bengtsson (född 1937) och fick dottern Cecilia (född 1964) och sonen Magnus (född 1970).